# Декстер
«Де́кстер» (англ. Dexter) — американский телесериал, основанный на романе Джеффри Линдсея «Дремлющий демон Декстера» (англ. Darkly Dreaming Dexter, дословно «Мрачно грезящий Декстер») и адаптированный для телевидения лауреатом премии «Эмми», сценаристом Джеймсом Маносом-мл., который написал сценарий для пилотного эпизода. Демонстрировался на канале Showtime с 1 октября 2006 года по 22 сентября 2013 года. События сериала рассказывают о Декстере Моргане (Майкл Си Холл), вымышленном серийном убийце, работающем судебным экспертом по брызгам крови в полиции Майами. Сериал неоднократно номинировался на различные премии, такие как «Эмми», IGN, Satellite Award и «Сатурн». Также сериал подвергался критике со стороны родительских организаций (таких как Parents Television Council) как излишне жестокий и аморальный.
В октябре 2020 года было объявлено, что «Декстер» вернётся на экраны в виде 10-серийного мини-сериала. Майкл Си Холл вновь исполнил роль Декстера Моргана, а исполнительным продюсером снова стал Клайд Филлипс, который был задействован в производстве первых четырёх сезонов. Премьера 10-серийного мини-сериала «Декстер: Новая кровь» состоялась 7 ноября 2021 года. В декабре 2024 года вышел приквел «Декстер: Первородный грех», а в 2025 году вышел сиквел «Декстер: Воскрешение».

## Производство
Премьера телесериала «Декстер» состоялась на канале Showtime 1 октября 2006 года. Сериал получил значительное одобрение критиков, выиграл две премии «Эмми» в технических номинациях и послужил причиной для споров из-за своего содержания. Отредактированная версия сериала была запущена в эфир на CBS 17 февраля 2008, чтобы закрыть пустоты, возникшие в вещательной сетке канала из-за забастовки Гильдии сценаристов США в 2007—2008.

### Вступительная заставка
Вступительная заставка сериала представляет собой монтажную нарезку с элементами макросъёмки, демонстрирующую утро в жизни Декстера. Он делает привычные повседневные действия (бритьё, умывание лица,чистка зубов, приготовление завтрака), но они снимаются с такого ракурса, что визуально отражают тёмную сущность Декстера. Телекритик Джим Эмерсон заметил: «С первого раза, как вы видите заставку… она покажет вам всё, что вам нужно знать об этом персонаже».

### Авторы сериала

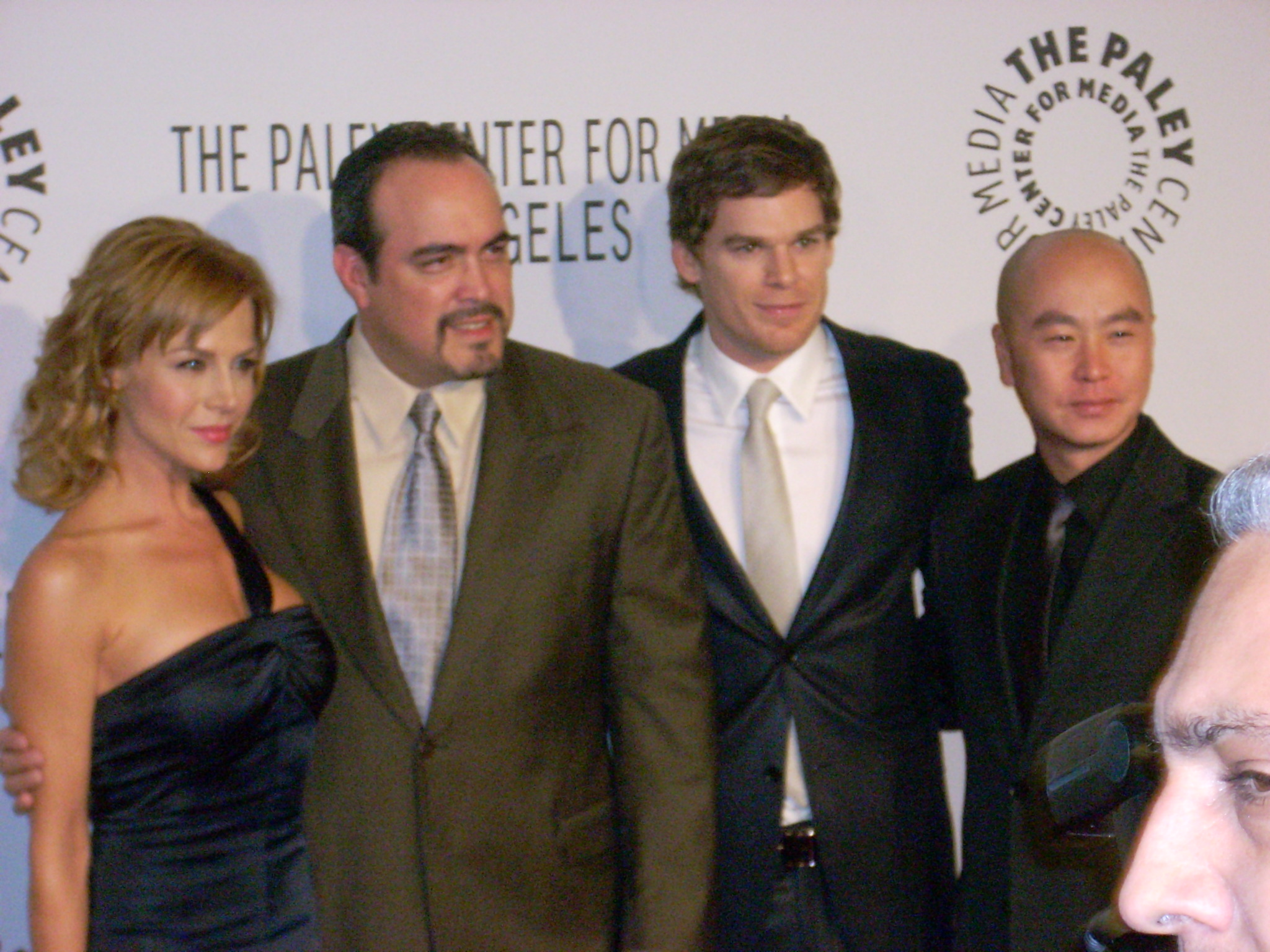
Джули Бенц, Дэвид Зейес, Майкл Си Холл и Си Эс Ли

Исполнительными продюсерами сериала были Дэниел Серон и Клайд Филлипс. Серон покинул проект после второго сезона. Филлипс - после четвертого.
- Джеймс Манос-мл. (35 эпизодов, 2006—2008)
- Джеффри Линдсей (35 эпизодов, 2006—2008)
- Стив Шилл (13 эпизодов, 2006—2013)
- Мелисса Розенберг (8 эпизодов, 2006—2008)
- Маркос Сига[англ.] (7 эпизодов, 2007—2008)
- Лорен Гассис[англ.] (7 эпизодов, 2006—2008)
- Скотт Рейнольдс (7 эпизодов, 2007—2008)
- Тимоти Шлаттман[англ.] (6 эпизодов, 2006—2008)
- Скотт Бак (5 эпизодов, 2007—2008)
- Кит Гордон (5 эпизодов, 2006—2008)
- Майкл Куэста (5 эпизодов, 2006)
- Тони Голдуин (4 эпизода, 2006—2007)
- Кевин Мэйнэрд[англ.] (3 эпизода, 2006)
- Роберт Либерман[англ.] (2 эпизода, 2006)
- Ник Гомес (2 эпизода, 2007)
- Джон Дал (2 эпизода, 2008)
- Дрю З. Гринберг (2 эпизода, 2006)
- Чарльз Г. Эгли[англ.]

## Сюжет
В возрасте трёх лет Декстер Морган (Майкл Си Холл), ставший свидетелем кровавой расправы над своей матерью, был усыновлён выдающимся полицейским Майами Гарри Морганом (Джеймс Ремар), который, вовремя распознав социопатические наклонности Декстера, научил его направлять растущую жажду убийства в полезное русло — убивать только тех, кто этого заслужил: преступников, избежавших правосудия из-за лазейки в законах или нехватки улик.
Декстер работает в полицейском департаменте Майами экспертом по анализу брызг крови. Следуя инструкциям Гарри, Декстер искусно имитирует человеческие эмоции, чтобы не выделяться среди других людей. На протяжении сериала во флэшбэках показывается, как Гарри учит Декстера искусству выглядеть нормальным, и тот неукоснительно следует этим инструкциям, называя их «Кодексом Гарри». В соответствии с Кодексом, большинство жертв Декстера являются убийцами (но были и невинные жертвы, не считая косвенно пострадавших от действий Декстера), и обязательным правилом Декстера является обнаружение неопровержимых доказательств их вины, прежде их «наказания».
Красной линией через весь сюжет сериала проходят взаимоотношения между Декстером и Деброй (его сестрой). Декстер говорит в пилотной серии, что если бы он любил кого-то, то это была бы его сестра.
| Сезон | Сезон | Эпизоды | Оригинальная дата показа | Оригинальная дата показа |
| Сезон | Сезон | Эпизоды | Премьера сезона          | Финал сезона             |
| ----- | ----- | ------- | ------------------------ | ------------------------ |
|       | 1     | 12      | 1 октября 2006           | 17 декабря 2006          |
|       | 2     | 12      | 30 сентября 2007         | 16 декабря 2007          |
|       | 3     | 12      | 28 сентября 2008         | 14 декабря 2008          |
|       | 4     | 12      | 27 сентября 2009         | 13 декабря 2009          |
|       | 5     | 12      | 26 сентября 2010         | 12 декабря 2010          |
|       | 6     | 12      | 2 октября 2011           | 18 декабря 2011          |
|       | 7     | 12      | 30 сентября 2012         | 16 декабря 2012          |
|       | 8     | 12      | 30 июня 2013             | 22 сентября 2013         |

### Первый сезон
Декстер встречается с девушкой, Ритой Беннетт (Джули Бенц), чтобы поддерживать свой «нормальный» облик. Рита прошла через брак с наркозависимым алкоголиком, который избивал и насиловал её, из-за чего она избегает сексуальных отношений. Это полностью устраивает Декстера, так как он считает, что не способен достоверно изображать эмоции во время полового акта.Также у Декстера хорошие отношения с Коди и Астор (Кристина Робинсон), детьми Риты.
Основа сюжета сезона — попытки Декстера выяснить, что за таинственный маньяк (Ледяной убийца), совершающий серию убийств, посылает Декстеру послания о событиях его детства.

### Второй сезон
Полиция находит место захоронения жертв, убитых Декстером, и расследует дело «Мясника из Бэй-Харбор»; Декстер заметает следы. Коллега Декстера, всегда плохо относившийся к нему — сержант Доакс — начинает за ним персональную слежку. В личной жизни Декстера появляется  консультант из общества Анонимные наркоманы — девушка по имени Лайла.

### Третий сезон
У Декстера появляется настоящий друг — помощник прокурора Мигель Прадо, который вскоре узнаёт об убийствах, и решает использовать Декстера в своих целях. Декстер вступает в брак с Ритой, которая ждёт от него ребёнка.

### Четвёртый сезон
Декстер стал отцом; он пытается «расследовать» дело маньяка Троицы, но обнаруживает, что он и «Троица» имеют много общего.

### Пятый сезон
Декстер находит девушку по имени Люмен, выжившую жертву насильника-убийцы, и они вместе охотятся за бандой высокопоставленных насильников.

### Шестой сезон
В Майами появляется маньяк, помешанный на религии (в частности, сценах Страшного суда), и Декстер пытается найти его раньше полиции. 

### Седьмой сезон
Дебра Морган узнаёт правду о брате и пытается отучить его убивать. Мария ЛаГуерта находит образец крови на месте преступления, понимает, что «Мясник из Бэй-Харбор» всё ещё жив, и начинает собственное расследование, постепенно приводящее к Декстеру. Также правду о Декстере узнаёт босс «Братства Кошки» Айзек Сирко, который жаждет отомстить за убийство своего товарища Виктора Баскова.
Декстер встречает новую любовь — Ханну МакКей, подозреваемую в отравлении нескольких людей: она единственная, кто принимает одновременно и тёмную, и светлую его стороны.

### Восьмой сезон
Спокойная жизнь Декстера прерывается исчезновением его сестры Дебры и появлением нового сотрудника отдела по расследованию убийств полиции Майами, доктора Эвелин Вогель, которая, как оказывается, помогла отцу Декстера обуздать его сущность. Вогель рассказывает Декстеру, что по большей части «Кодекс Гарри» создан ею, а не Гарри Морганом. В Майами появляется серийный убийца «Нейрохирург», Декстер ведёт охоту на него.

## Сиквелы и приквелы

### «Декстер: Новая кровь»
Действие происходит через 10 лет после окончания восьмого сезона. Декстер Морган ведёт жизнь законопослушного гражданина в небольшом городке Айрон Лейк (вымышленный город в штате Нью-Йорк) под именем Джима Линдзи. Он работает в магазине по продаже оружия и встречается с местным начальником полиции Анджелой Бишоп, подавив в себе тягу к убийствам. Однако после того, как в городке происходит серия компрометирующих Декстера событий, в нём просыпается «тёмный попутчик».

### «Декстер: Первородный грех»
Действие приквела происходит за 15 лет до событий первого сезона «Декстера». Гарри Морган работает детективом в отделе по расследованию убийств и воспитывает Дебру и Декстера Моргана. У Декстера Гарри замечает нездоровую тягу к убийствам и пытается обуздать его жестокие желания.

### «Декстер: Воскрешение»
Действие происходит сразу после финала мини-сериала «Декстер: Новая кровь».

## В ролях

### Основной состав
| Персонаж             | Актёр               | Сезоны       | Сезоны       | Сезоны       | Сезоны       | Сезоны    | Сезоны       | Сезоны       | Сезоны    |
| Персонаж             | Актёр               | 1            | 2            | 3            | 4            | 5         | 6            | 7            | 8         |
| -------------------- | ------------------- | ------------ | ------------ | ------------ | ------------ | --------- | ------------ | ------------ | --------- |
| Декстер Морган       | Майкл Си Холл       | Постоянно    | Постоянно    | Постоянно    | Постоянно    | Постоянно | Постоянно    | Постоянно    | Постоянно |
| Дебра Морган         | Дженнифер Карпентер | Постоянно    | Постоянно    | Постоянно    | Постоянно    | Постоянно | Постоянно    | Постоянно    | Постоянно |
| Рита Беннетт         | Джули Бенц          | Постоянно    | Постоянно    | Постоянно    | Постоянно    | Гость     |              |              |           |
| Джеймс Доакс         | Эрик Кинг           | Постоянно    | Постоянно    |              |              |           |              | Гость        |           |
| Мария ЛаГуэрта       | Лорен Велес         | Постоянно    | Постоянно    | Постоянно    | Постоянно    | Постоянно | Постоянно    | Постоянно    |           |
| Анхель Батиста       | Дэвид Зейес         | Постоянно    | Постоянно    | Постоянно    | Постоянно    | Постоянно | Постоянно    | Постоянно    | Постоянно |
| Гарри Морган         | Джеймс Ремар        | Постоянно    | Постоянно    | Постоянно    | Постоянно    | Постоянно | Постоянно    | Постоянно    | Постоянно |
| Винс Масука          | Си Эс Ли            | Периодически | Постоянно    | Постоянно    | Постоянно    | Постоянно | Постоянно    | Постоянно    | Постоянно |
| Томас Мэтьюс         | Джефф Пирсон        | Периодически | Периодически |              | Периодически | Гость     | Периодически | Периодически | Постоянно |
| Джозеф «Джоуи» Куинн | Десмонд Харрингтон  |              |              | Периодически | Постоянно    | Постоянно | Постоянно    | Постоянно    | Постоянно |
| Джейми Батиста       | Айми Гарсиа         |              |              |              |              |           | Периодически | Периодически | Постоянно |

### Приглашённые звёзды
| Персонаж                                                                             | Актёр                    | Появление                                                                  |
| ------------------------------------------------------------------------------------ | ------------------------ | -------------------------------------------------------------------------- |
| Брайан Мозер / Руди Купер, «Ледяной убийца»                                          | Кристиан Камарго         | 1, 2, 4, 6, 7 сезоны                                                       |
| Пол Беннет, отец Астор и Коди, бывший муж Риты                                       | Марк Пеллегрино          | 1, 2 сезоны                                                                |
| Алекс Тиммонс, снайпер морской пехоты, убивал мирных граждан в Ираке                 | Деметриус Гросс          | 1 сезон 6 серия, а также «Dexter: Early Cuts — Alex Timmons, October 2003» |
| Фрэнк Ланди, специальный агент ФБР                                                   | Кит Кэррадайн            | 2, 4 сезоны                                                                |
| Лайла Вест / Турней, любовница и куратор Декстера в АН                               | Джейми Мюррей            | 2 сезон                                                                    |
| Макс Адамс, заместитель директора ФБР                                                | Джонатан Бэнкс           | 2 сезон 11 серия                                                           |
| Мигель Прадо, помощник окружного прокурора                                           | Джимми Смитс             | 3 сезон                                                                    |
| Рамон Прадо, шериф и брат Мигеля Прадо                                               | Джейсон Мануель Олазабал | 3 сезон                                                                    |
| Сильвия Прадо, жена Мигеля Прадо                                                     | Валери Крус              | 3, 8 сезоны                                                                |
| Эллен Вульф, адвокат                                                                 | Энн Рэмзи                | 3 сезон                                                                    |
| Джордж Вашингтон Кинг/Хорхе Ароско, убийца «Скорняк», бывший военный армии Никарагуа | Джесси Боррего           | 3 сезон                                                                    |
| Юки Амадо, офицер Бюро внутренних расследований                                      | Лиза Лапира              | 3 сезон                                                                    |
| Барбара Джанна, детектив отдела нравов и девушка Батисты                             | Кристин Даттило          | 3 сезон                                                                    |
| Антон Бриггс, информатор Джозефа Куинна                                              | Дэвид Рэмси              | 3, 4 сезоны                                                                |
| Артур Митчелл, серийный убийца «Троица»                                              | Джон Литгоу              | 4 сезон                                                                    |
| Салли Митчелл, жена «Троицы»                                                         | Джулия Кэмпбелл          | 4 сезон                                                                    |
| Иона Митчелл, сын «Троицы»                                                           | Брандо Итон              | 4, 5, 6 сезоны                                                             |
| Ребекка Митчелл, дочь «Троицы»                                                       | Ванесса Марано           | 4 сезон                                                                    |
| Кристин Хилл, журналистка, дочь "Троицы" от первого брака.                           | Кортни Форд              | 4 сезон                                                                    |
| Эллиот, сосед Декстера и Риты                                                        | Рик Питерс               | 4, 5 сезон                                                                 |
| Стэн Лидди, бывший детектив наркоотдела, информатор Джозефа Куинна                   | Питер Уэллер             | 5 сезон                                                                    |
| Сира Манзон, девушка-офицер полиции                                                  | Эйприл Эрнандес          | 5 сезон                                                                    |
| Люмен Пирс, жертва насильников, сообщница Декстера                                   | Джулия Стайлз            | 5 сезон                                                                    |
| Коул Хармен, начальник охраны Джордана Чейза                                         | Крис Вэнс                | 5 сезон                                                                    |
| Джордан Чейз, мотивационный оратор                                                   | Джонни Ли Миллер         | 5 сезон                                                                    |
| Соня, няня Гаррисона                                                                 | Мария Дойл Кеннеди       | 5 сезон                                                                    |
| Маура Беннет, бабушка Астор и Коди                                                   | Кэтлин Нун               | 5 сезон                                                                    |
| Трэвис Маршалл «убийца Судного дня»                                                  | Колин Хэнкс              | 6, 7 сезон                                                                 |
| Джеймс Геллар, профессор                                                             | Эдвард Джеймс Олмос      | 6 сезон                                                                    |
| Брат Сэм, проповедник, раскаявшийся убийца                                           | Мос Деф                  | 6 сезон                                                                    |
| Майк Андерсон, новый детектив отдела                                                 | Билли Браун              | 6, 7 сезон                                                                 |
| Райан Чамберс, девушка-интерн Винсента Масуки                                        | Бри Грант                | 6 сезон                                                                    |
| Луис Грин, интерн Винсента Масуки                                                    | Джош Кук                 | 6, 7 сезоны                                                                |
| Лиза, сестра Тревиса                                                                 | Молли Паркер             | 6 сезон                                                                    |
| Исаак Сирко, босс украинской мафии                                                   | Рэй Стивенсон            | 7 сезон                                                                    |
| Юрг, телохранитель Исаака                                                            | Эндрю Кирсанов           | 7 сезон                                                                    |
| Виктор Басков, преступник, член «Братства Кошки»                                     | Энвер Джокай             | 7 сезон                                                                    |
| Джордж Новиков, владелец стрип-клуба «Лисья нора»                                    | Джейсон Гедрик           | 7 сезон                                                                    |
| Надя, стриптизерша, девушка Куинна                                                   | Катя Винтер              | 7 сезон                                                                    |
| Ханна Маккей, отравительница, девушка Декстера                                       | Ивонн Страховски         | 7, 8 сезон                                                                 |
| Сэл Прайс, писатель                                                                  | Сантьяго Кабрера         | 7 сезон                                                                    |
| Эвелин Фогель, психиатр-криминалист, который составляет профили преступников         | Шарлотта Рэмплинг        | 8 сезон                                                                    |
| Джейкоб Элуэй, владелец детективного бюро, бывший полицейский                        | Шон Патрик Флэнери       | 8 сезон                                                                    |
| Максимилиан Клейтон, федеральный маршал                                              | Кенни Джонсон            | 8 сезон                                                                    |
| Оливер Саксон / Даниэль Фогель, убийца «Нейрохирург»                                 | Дарри Инголфссон         | 8 сезон                                                                    |

## Саундтреки
Саундтреки из «Декстера» были выпущены 28 августа 2007 года в альбоме Dexter: Music from the Showtime Original Series. Они были произведены непосредственно Showtime, и распространяются Milan Records. Альбом также доступен в Интернете в магазине iTunes и включает в себя пять дополнительных бонус-треков из первого и второго сезона.
Гарри Кэлэмар, чья компания, «Go Music», пишет саундтреки для таких сериалов как Настоящая кровь и Доктор Хаус, также руководит разработкой музыки для «Декстера».

## Оценки
Первоначальные отзывы о сериале были положительными. Интернет-сайт Metacritic вычислил средний балл по 27 рецензиям, который составил 77 из 100, и сделал «Декстер» третьим по успешности среди проектов осени 2006. Этот средний балл включал в себя максимальную оценку в 100 баллов от таких изданий, как New York Daily News, San Francisco Chronicle, Chicago Sun-Times и People Weekly. Брайан Лоури, написавший одну из двух отрицательных рецензий на сериал, позже, после просмотра всего первого сезона, отказался от своей оценки в итогах года для журнала Variety. На TV.com, сайте CNET Networks, «Декстер» получил итоговый рейтинг 9.1/10.
14 декабря 2006 Майкл Си Холл был номинирован на премию «Золотой глобус» в категории «Лучший актёр сериала (драма)» за роль Декстера.
Сериал был номинирован на «Эмми» в категориях «Лучший драматический сериал» за второй сезон (первый случай, когда драма от Showtime номинировалась на эту награду) и «Лучший актёр драматического сериала». Обе номинации были проиграны сериалу «Безумцы» (англ. Mad Men) и актёру Брайану Крэнстону соответственно. В 2007 году сериал номинировался в четырёх категориях на премию «Сатурн», из которых одна была выиграна Майклом Холлом в категории «Лучший телеактёр».
Заключительный эпизод третьего сезона, показанный 14 декабря 2008, который просмотрело свыше 1,5 миллиона зрителей, принёс Showtime высочайший рейтинг по сравнению со всеми оригинальными проектами канала, выходившими с 2004, когда Нильсен начал включать платные каналы в свои рейтинги.
Последняя серия четвёртого сезона сериала «Декстер» (Dexter) установила рекорд по количеству зрителей для передачи, идущей по кабельному каналу, за последние 10 лет. Об этом сообщает Reuters.
В общей сложности последний эпизод 4-го сезона посмотрело 2,6 миллиона человек. Это примерно в два раза больше аудитории, которая смотрела окончание предыдущего сезона сериала. Большей популярности, чем «Декстер», удостаивался только Майк Тайсон в 1999 году. Однако есть информация, что в том же 2009-м году последний эпизод сериала Доктор Хаус смотрели 12 млн.зрителей, что примерно в пять раз превышает показатели сериала Декстер.
В январе 2010 года Майкл Холл, наконец, получил награду Гильдии киноактёров США, а также премию «Золотой глобус» в номинации «лучший актёр в драматическом сериале» за роль Декстера Моргана. Кроме этого, за роль серийного убийцы Троицы (Trinity) в этом же сериале награду «Золотой глобус» как актёр второго плана получил Джон Литгоу.

### Критика
Когда в декабре 2007 представители CBS сообщили, что собираются транслировать «Декстера» на общественном канале, родительская организация «Родительский телевизионный совет» (англ. «Parents Television Council») публично выступила с протестом.
Перед первым показом «Декстера» на CBS 29 января 2008 на YouTube был размещён рекламный ролик. На следующий день PTC снова обратилась к CBS с просьбой отказаться от показа сериала на общественном канале. Президент PTC, Тимоти Ф. Уинтер (англ. Timothy F. Winter) выпустил пресс-релиз, в котором говорилось:

Мы официально просим CBS отменить показ первого сезона «Декстера» на их канале. Этот сериал не подходит для вещания на общественном канале и должен оставаться на платных кабельных каналах. Главной проблемой этого сериала является то, что не исправить монтажом: сериал вынуждает зрителей сопереживать серийному убийце, желать его победы, надеяться, что его не раскроют. Оригинальный текст (англ.)We are formally asking CBS to cancel its plan to air the first season of Dexter on its television network. This show is not suitable for airing on broadcast television; it should remain on a premium subscription cable network. The biggest problem with the series is something that no amount of editing can get around: the series compels viewers to empathize with a serial killer, to root for him to prevail, to hope he doesn’t get discovered. 
После пресс-релиза Уинтера в рекламу сериала было добавлено предупреждение о его содержании (это не затронуло рекламу на YouTube). Сериалу был присвоен рейтинг TV-14 (от 14 лет и старше). 17 февраля 2008 «Декстер» вышел в эфир с небольшими изменениями, в основном касавшимися ненормативной лексики и сцен с расчленением жертв. Сцены, связанные с сексом, также были исключены из показа. Также PTC выступила с протестом касательно показа двух заключительных эпизодов в виде двухчасового блока, начинавшегося в 21:00 (UTC-5), что из-за разницы в часовых поясах в некоторых районах США приходилось на 20:00 и делало вероятной ситуацию, в которой сериал сможет увидеть детская аудитория.

## Отличия от книг
Первый сезон во многом соответствует роману Джеффри Линдсея «Дремлющий демон Декстера». Основное отличие сериала от романа в том, что в романе Декстер сам подозревает себя в бессознательном совершении убийств, приписываемых «Мяснику из Таминами» (в сериале он назван «Ледяным убийцей»). Второе основное отличие — это образ лейтенанта Марии ЛаГуэрты: в книге она описана как молодая привлекательная худощавая стерва, местами глуповатая, и не умеющая вести расследование, как говорит сам Декстер, тогда как в сериале это полноватая амбициозная женщина "средних лет", честно заработавшая повышение; в романе она умирает от руки Брайана, в первом сезоне она остаётся жива.
Дебра в романе мечтает перевестись из отдела нравов в убойный отдел, поэтому вкладывает все силы в работу, а о мужчинах даже не думает, в то время как в сериале она встречается с Брайаном. Брайан в романе — почти точная внешняя копия Декстера.
Первая книга заканчивается тем, что Брайан, раненый ЛаГуэртой, убивает её, но Декстер отказывается убить Дебру. Затем описана сцена похорон ЛаГуэрты. Дебра осталась жива, а Брайан на свободе. Начиная со второго сезона, сходство между сериалом и романами цикла «Декстер» практически отсутствует.
По сюжету романа Декстер узнает, что его приемные дети Астор и Коди так же морально травмированы, как и он сам, и просят его научить, как себя вести. Поэтому Декстер решает провести их по кодексу Гарри — кодексу, который дал ему его приемный любящий отец. В сериале Декстер опасается, что его родной сын получил такую же психологическую травму — провел день в луже крови собственной матери.